# Wild Honey (album)
Pour l’article homonyme, voir Wild Honey (film).
Albums de The Beach Boys
Smiley Smile
(1967) Friends
(1968)
Wild Honey est le treizième album studio du groupe de rock nord-américain The Beach Boys, sorti le 18 décembre 1967 sur le label Capitol Records. Cet album est la première incursion du groupe dans le genre de la musique soul et a été grandement influencé par le R&B.
Bien que Wild Honey soit aujourd'hui considéré comme un album majeur de l'histoire de la musique, il s'est plutôt mal vendu par rapport aux précédents du groupe. En effet, il atteint seulement la 24ème position du Billboard 200 aux États-Unis et la 7ème position des charts en Grande-Bretagne

## Titres

### Face 1
1. Wild Honey (Brian Wilson, Mike Love) – 2:37
2. Aren’t You Glad (Brian Wilson, Mike Love) – 2:16
3. I Was Made to Love Her (Cosby, Hardaway, Moy, Stevie Wonder) – 2:05
4. Country Air (Brian Wilson, Mike Love) – 2:20
5. A Thing or Two (Brian Wilson, Mike Love) – 2:40

### Face 2
1. Darlin’ (Brian Wilson, Mike Love) – 2:12
2. I’d Love Just Once to See You (Brian Wilson, Mike Love) – 1:48
3. Here Comes the Night (Brian Wilson, Mike Love) – 2:41
4. Let Wind Blow (Brian Wilson, Mike Love) – 2:19
5. How She Boogalooed It (Mike Love, Bruce Johnston, Al Jardine, Carl Wilson) – 1:56
6. Mama Says (Brian Wilson, Mike Love) – 1:05

## Personnel
The Beach Boys
- Al Jardine – chant, guitare rythmique sur "I'd Love Just Once To See You"
- Bruce Johnston – chant, orgue sur "Wild Honey" et "How She Boogalooed It", basse sur "Wild Honey"
- Mike Love – chant
- Brian Wilson – chant, piano, orgue, percussion, basse sur "A Thing Or Two"
- Carl Wilson – chant; guitare électrique; basse sur "Aren't You Glad", "Country Air", et "Let the Wind Blow"; tambourin sur "Wild Honey"; batterie sur "Darlin'" (inaudible)
- Dennis Wilson – chant, batterie, bongos

Musiciens additionnels
- Hal Blaine – batterie sur "Darlin'"
- Ron Brown – basse sur "Darlin'", "I Was Made to Love Her", et "Here Comes the Night"
- Paul Tanner –  tannerin sur "Wild Honey"